# 李本 (洪武進士)
李本，北平寧晉縣人，明朝政治人物、同進士出身。

## 生平
洪武二十四年（1391年），登辛未科殿試三甲第十二名，後事無考。